# Bernhard Weißenborn (Zoologe)
Bernhard Weißenborn (* 30. September 1858 in Mühlhausen/Thüringen; † 21. Februar 1889 in Duala) war ein deutscher Zoologe.

## Leben
Weißenborn besuchte bis Ostern 1875 die Realschule seiner Heimatstadt Mühlhausen und absolvierte anschließend eine kaufmännische Lehre. Auf dem Realgymnasium in Eisenach holte er die Reifeprüfung nach, um an der Universität Jena das Studium der Naturwissenschaften, insbesondere der Zoologie aufzunehmen. Im Herbst 1885 unternahm er eine Studienreise nach Norwegen. Nach seiner Promotion (1886) war er zeitweilig als Assistent an der Universität Jena beschäftigt. 1887 wurde er der Expedition von Richard Kund und Hans Tappenbeck zur Errichtung einer Forschungs-Station im Kamerungebiet zugewiesen. Er starb im Februar 1889 in Kamerun an den Folgen einer Dysenterie.

## Veröffentlichungen
- Beiträge zur Phylogenie der Arachniden. Dissertation Jena 1886.